# Utetes sumodani
Utetes sumodani är en stekelart som först beskrevs av Fischer 1996.  Utetes sumodani ingår i släktet Utetes och familjen bracksteklar. Inga underarter finns listade i Catalogue of Life.